# 시로산 (마쓰야마시)

시로산

시로산(城山 시로야마[*])은 일본 에히메현 마쓰야마시 시내 중심부에 있는 국가 사적으로 지정되어 있는 산이다. 공식적으로 가쓰산(勝山 가쓰야마[*])이지만, 산 정산에 마쓰야마성의 덴슈가 있기 때문에, 일반적으로 시로산이라고 불린다.

## 주변 시설
- 마쓰야마성
- 니노마루 사적정원
- 에히메현 미술관
- 에히메 현립 도서관
- NHK 마쓰야마 방송국
- 에히메 현청
- 마쓰야마 시청
- 반스이소
- 언덕 위의 구름 뮤지엄
- 도고 온천
- 마쓰야마 종합공원